# Tour du Limousin 2022
Il Tour du Limousin-Nouvelle-Aquitaine 2022, cinquantacinquesima edizione della corsa, valevole come evento dell'UCI Europe Tour 2022 categoria 2.1, si è svolta in quattro tappe dal 16 al 19 agosto 2022 su un percorso totale di 717,6 km, con partenza da Verneuil-sur-Vienne ed arrivo a Limoges, in Francia. La vittoria andò allo spagnolo Alex Aranburu, il quale completò il percorso in 16h46'28", precedendo l'italiano Diego Ulissi e il belga Greg Van Avermaet.
Sul traguardo di Limoges 109 ciclisti, dei 137 partiti da Verneuil-sur-Vienne, portarono a termine la competizione.

## Tappe
| Tappa  | Data      | Percorso                             | km    | Vincitore di tappa | Leader cl. generale |
| ------ | --------- | ------------------------------------ | ----- | ------------------ | ------------------- |
| 1ª     | 16 agosto | Verneuil-sur-Vienne > La Souterraine | 176,4 | Julien Simon       | Julien Simon        |
| 2ª     | 17 agosto | Champcevinel > Ribérac               | 184,7 | Alex Aranburu      | Alex Aranburu       |
| 3ª     | 18 agosto | Donzenac > Malemort                  | 181,7 | Diego Ulissi       | Alex Aranburu       |
| 4ª     | 19 agosto | Saint-Laurent-sur-Gorre > Limoges    | 174,8 | Vincenzo Albanese  | Alex Aranburu       |
| Totale | Totale    | Totale                               | 717,6 |                    |                     |

## Squadre e corridori partecipanti
| N.    | Cod. | Squadra                   |
| ----- | ---- | ------------------------- |
| 1-7   | ARK  | Team Arkéa-Samsic         |
| 11-17 | ACT  | AG2R Citroën Team         |
| 21-27 | COF  | Cofidis                   |
| 31-37 | GFC  | Groupama-FDJ              |
| 41-47 | UAD  | UAE Team Emirates         |
| 51-57 | BBK  | B&B Hotels-KTM            |
| 61-67 | BCF  | Bardiani-CSF-Faizanè      |
| 71-77 | BWB  | Bingoal Pauwels Sauces WB |
| 81-87 | CJR  | Caja Rural-Seguros RGA    |
| 91-97 | IWG  | Intermarché-Wanty-Gobert  |

| N.      | Cod. | Squadra                          |
| ------- | ---- | -------------------------------- |
| 101-107 | MOV  | Movistar Team                    |
| 111-116 | LTS  | Lotto Soudal                     |
| 121-127 | EKP  | Equipo Kern Pharma               |
| 131-137 | EOK  | Eolo-Kometa Cycling Team         |
| 141-147 | DRA  | Drone Hopper-Androni Giocattoli  |
| 151-157 | TEN  | TotalEnergies                    |
| 161-167 | UNA  | Team U Nantes Atlantique         |
| 171-177 | AUB  | St Michel-Auber 93               |
| 181-187 | GRL  | Go Sport-Roubaix Lille Métropole |
| 191-197 | NMC  | Nice Métropole Côte d'Azur       |

## Dettagli delle tappe

### 1ª tappa
- 16 agosto: Verneuil-sur-Vienne > La Souterraine – 176,4 km

Risultati
| Pos. | Corridore      | Squadra       | Tempo    |
| ---- | -------------- | ------------- | -------- |
| 1    | Julien Simon   | TotalEnergies | 3h59'42" |
| 2    | Matteo Trentin | UAE           | s.t.     |
| 3    | Alex Aranburu  | Movistar      | s.t.     |

| Pos. | Corridore      | Squadra       | Tempo    |
| ---- | -------------- | ------------- | -------- |
| 1    | Julien Simon   | TotalEnergies | 3h59'32" |
| 2    | Matteo Trentin | UAE           | a 1"     |
| 3    | Alex Aranburu  | Movistar      | a 6"     |

### 2ª tappa
- 17 agosto: Champcevinel > Ribérac – 184,7 km

Risultati
| Pos. | Corridore         | Squadra    | Tempo    |
| ---- | ----------------- | ---------- | -------- |
| 1    | Alex Aranburu     | Movistar   | 4h29'07" |
| 2    | Eduard Grosu      | Drone Hop. | s.t.     |
| 3    | Clément Venturini | AG2R       | s.t.     |

| Pos. | Corridore      | Squadra       | Tempo    |
| ---- | -------------- | ------------- | -------- |
| 1    | Alex Aranburu  | Movistar      | 8h28'35" |
| 2    | Julien Simon   | TotalEnergies | a 4"     |
| 3    | Matteo Trentin | UAE           | a 5"     |

### 3ª tappa
- 18 agosto: Donzenac > Malemort – 181,7 km

Risultati
| Pos. | Corridore         | Squadra  | Tempo    |
| ---- | ----------------- | -------- | -------- |
| 1    | Diego Ulissi      | UAE      | 4h22'03" |
| 2    | Greg Van Avermaet | AG2R     | s.t.     |
| 3    | Alex Aranburu     | Movistar | s.t.     |

| Pos. | Corridore         | Squadra  | Tempo     |
| ---- | ----------------- | -------- | --------- |
| 1    | Alex Aranburu     | Movistar | 12h50'34" |
| 2    | Diego Ulissi      | UAE      | a 8"      |
| 3    | Greg Van Avermaet | AG2R     | a 12"     |

### 4ª tappa
- 19 agosto: Saint-Laurent-sur-Gorre > Limoges – 174,8 km

Risultati
| Pos. | Corridore         | Squadra  | Tempo    |
| ---- | ----------------- | -------- | -------- |
| 1    | Vincenzo Albanese | Eolo     | 3h56'00" |
| 2    | Alex Aranburu     | Movistar | s.t.     |
| 3    | Diego Ulissi      | UAE      | s.t.     |

| Pos. | Corridore         | Squadra  | Tempo     |
| ---- | ----------------- | -------- | --------- |
| 1    | Alex Aranburu     | Movistar | 16h46'28" |
| 2    | Diego Ulissi      | UAE      | a 10"     |
| 3    | Greg Van Avermaet | AG2R     | a 18"     |

## Evoluzione delle classifiche
| Tappa              | Vincitore          | Classifica generale Maglia gialla | Classifica a punti Maglia blu | Classifica scalatori Maglia a pois arancione | Classifica giovani Maglia bianca | Classifica a squadre |
| ------------------ | ------------------ | --------------------------------- | ----------------------------- | -------------------------------------------- | -------------------------------- | -------------------- |
| 1ª                 | Julien Simon       | Julien Simon                      | Sandy Dujardin                | Joel Nicolau                                 | Sandy Dujardin                   | TotalEnergies        |
| 2ª                 | Alex Aranburu      | Alex Aranburu                     | Maël Guégan                   | Maxime Urruty                                | Maël Guégan                      | Movistar Team        |
| 3ª                 | Diego Ulissi       | Alex Aranburu                     | Maël Guégan                   | Valentin Madouas                             | Filippo Zana                     | UAE Team Emirates    |
| 4ª                 | Vincenzo Albanese  | Alex Aranburu                     | Maël Guégan                   | Valentin Madouas                             | Filippo Zana                     | UAE Team Emirates    |
| Classifiche finali | Classifiche finali | Alex Aranburu                     | Maël Guégan                   | Valentin Madouas                             | Filippo Zana                     | UAE Team Emirates    |

Maglie indossate da altri ciclisti in caso di due o più maglie vinte
- Nella 2ª tappa Kevin Geniets ha indossato la maglia bianca al posto di Sandy Dujardin.
- Nella 3ª tappa Sandy Dujardin ha indossato la maglia bianca al posto di Maël Guégan.

## Classifiche finali

### Classifica generale - Maglia gialla
| Pos. | Corridore        | Squadra     | Tempo     |
| ---- | ---------------- | ----------- | --------- |
| 1    | Alex Aranburu    | Movistar    | 16h46'28" |
| 2    | Diego Ulissi     | UAE         | a 10"     |
| 3    | G. Van Avermaet  | AG2R        | a 18"     |
| 4    | Valentin Madouas | Groupama    | a 19"     |
| 5    | Lorenzo Rota     | Intermarché | a 22"     |
| 6    | Benoît Cosnefroy | AG2R        | s.t.      |
| 7    | Filippo Zana     | Bardiani    | a 24"     |
| 8    | Guillaume Martin | Cofidis     | s.t.      |
| 9    | Axel Mariault    | U Nantes    | s.t.      |
| 10   | Rui Costa        | UAE         | a 1'08"   |

### Classifica a punti - Maglia blu
| Pos. | Corridore        | Squadra       | Punti |
| ---- | ---------------- | ------------- | ----- |
| 1    | Maël Guégan      | U Nantes      | 9     |
| 2    | Stan Dewulf      | AG2R          | 7     |
| 3    | Maxime Urruty    | Nice          | 6     |
| 4    | Valentin Madouas | Groupama      | 5     |
| 5    | Sandy Dujardin   | TotalEnergies | 5     |

### Classifica scalatori - Maglia a pois arancione
| Pos. | Corridore         | Squadra     | Punti |
| ---- | ----------------- | ----------- | ----- |
| 1    | Valentin Madouas  | Groupama    | 20    |
| 2    | Maxime Urruty     | Nice        | 12    |
| 3    | Lorenzo Rota      | Intermarché | 11    |
| 4    | Dimitri Claeys    | Intermarché | 11    |
| 5    | Stéphane Rossetto | St Michel   | 10    |

### Classifica giovani - Maglia bianca
| Pos. | Corridore        | Squadra  | Tempo     |
| ---- | ---------------- | -------- | --------- |
| 1    | Filippo Zana     | Bardiani | 16h46'52" |
| 2    | Axel Mariault    | U Nantes | s.t.      |
| 3    | Stan Dewulf      | AG2R     | a 2'16"   |
| 4    | Maxime Chevalier | B&B      | a 2'23"   |
| 5    | Luca Covili      | Bardiani | s.t.      |

### Classifica a squadre
| Pos. | Squadra                   | Tempo     |
| ---- | ------------------------- | --------- |
| 1    | UAE Team Emirates         | 50h22'16" |
| 2    | AG2R Citroën Team         | a 43"     |
| 3    | Team U Nantes Atlantique  | a 3'06"   |
| 4    | TotalEnergies             | a 5'29"   |
| 5    | Bingoal Pauwels Sauces WB | s.t.      |